# Operation Clausewitz
Operation Clausewitz var en del av försvaret av Berlin under slaget om Berlin i slutskedet av andra världskriget i Europa. Den inleddes den 20 april 1945 och innebar en rad hittills okända handlingar, men man vet att operationen bland annat innebar evakuering av Wehrmachts och SS kontor i Berlin och förstörelsen av officiella handlingar och dokument. I och med denna operation blev Berlin en stad på frontlinjen. Detaljerna i Operation Clausewitz är inte kända.
Det finns ett antal olika teorier om vad operation Clausewitz var:
- Richard Wires skrev att det var en försvarsplan för Sector Z (Zitadelle) i Berlin, där bland annat att regeringsbyggnaderna var belägna.
- Mark McGee kallar det nazisternas "sista strid mot Sovjet".
- Erich Kuby kallar den ett lösenord som larmade Berlins försvarare om det stundande slaget, medan lösenordet "Kolberg" innebar att striden hade börjat.
- Även Earl Ziemke säger att det var ett lösenord som innebar att Röda armén närmade sig Berlin.
- Everette Lemons definierar det inte som en operation utan som det skede då den nazistiska militära ansåg Berlin vara en del av frontlinjen.
- Filmen Undergången hänvisar till operationen och i den började "alla ministerier och departement" lämna Berlin i och med operationens igångsättande. I filmen sägs att när Hitler startade Clausewitz var Berlin en "frontstad". Filmen antyder också att förstöringen av officiella handlingar och dokument var ett direkt resultat av inledningen av operation Clausewitz.